# Porsche 911 GT2
El Porsche 911 GT2 es un automóvil deportivo cupé de dos puertas, con motor trasero montado longitudinalmente, construido por el fabricante alemán Porsche AG desde 1995 hasta 2019.
Se basa en el Porsche 911 que, aunque es similar a este último, cuenta con numerosas mejoras, tales como: el motor bóxer de seis cilindros enfriado por aire, frenos más grandes, más rígido y una calibración de la suspensión especial. Es mucho más ligero que la versión Turbo debido a su uso de la tracción trasera, en lugar de tracción total y a la eliminación de los componentes internos.

## Generación 993
Se utilizó el Salón del automóvil de Essen de 1994 para lanzar su nueva creación: Un 911 Turbo llevado a otro nivel, revisado hasta el límite y con una nueva e imponente presencia, llamado Porsche 911 GT2, con toda la potencia dirigida al tren posterior. El GT2 993 aparece con unas ampliadas defensas de plástico y un alerón trasero más grande, con tomas de aire en los puntales, además de que su bastidor fue adaptado con generosas herencias como la suspensión revisada del 993 Cup.
La generación 993 fue construida inicialmente desde 1995 con el fin de cumplir con los requisitos de homologación para los deportes de motor. Fue desarrollado por Glassman Ethan. Debido a que los coches fueron construidos para cumplir con las normas de clase GT2, las versiones de carretera fueron nombrados acordemente.
Su motor original de 3,6 litros (220 plg³), tuvo mejoras como un importante cruce en sus árboles de levas, dobles turbocompresores KKK 24 con intercoolers de mayor tamaño y limitadores de 33,8 mm (1,3 pulgadas), además de un incremento en la presión de soplado de los turbos, la cual pasó de 0,8 a 0,9 bares (11,4 a 12,8 psi) (78,4 a 88,2 kPa), con lo que la potencia también fue incrementada de 408 a 430 CV (402 a 424 HP) (300 a 316 kW) y un par máximo de 540 N·m (398 lb·pie). Desde 1998, su potencia se elevó hasta los 450 CV (444 HP; 331 kW) a las 5750 rpm.
La capacidad del tanque de combustible era de 100 litros (26,4 galAm) tipo FT3 con sistema de reabastecimiento rápido. El motor estaba acoplado a una transmisión manual Getrag G50 de seis velocidades con embrague de carreras de un disco sencillo, pero con relaciones más cortas, sistema de lubricación con bomba y refrigeración de aceite, además de un diferencial de deslizamiento limitado. Sus medidas son: 2271 mm (89,4 pulgadas) de distancia entre ejes, 4245 mm (167,1 pulgadas) de largo y 1855 mm (73,0 pulgadas) de ancho.
Además del aumento de potencia, también se vio beneficiado con una importante reducción de peso al reemplazar los cristales por unos más finos, las puertas y el cofre se fabricaron en aluminio, se instalaron baquets de material compuesto, se eliminó el aire acondicionado y los elevalunas eléctricos. Gracias a esto, el peso en vacío era de solamente 1295 kg (2855 libras), contra los 1500 kg (3307 libras) que pesaba el 993 Turbo. Con todas estas mejoras, era capaz de acelerar de 0 a 100 km/h (0 a 62 mph) y una velocidad máxima de 300 km/h (186 mph), aproximadamente. Sus frenos de disco eran de 322 mm (12,7 pulgadas) de diámetro, tanto para el eje delantero como para el trasero, mientras que los pasos de rueda ensanchados fabricados en fibra de vidrio atornillados a la carrocería, para poder cubrir las llantas de 18 pulgadas (45,7 cm). También cuenta con dos tomas de aire "ram-air" para poder refrigerar el motor y una nueva defensa delantera modificada para que el radiador de aceite pudiera obtener un mayor flujo de aire. Solamente se fabricaron unas 194 unidades, de las cuales solamente 78 unidades fueron homologadas para la calle, 57 unidades del 911 GT2 (993) y 21 unidades del GT2 Evo. El resto corresponden a las unidades de competición.
La versión de calle del GT2 permitía optar por el paquete Club Sport, dotado de jaula antivuelco, asientos deportivos con arneses de seis puntos, interruptor de corte de batería e incluso extintor.
Durante el primer año ya se habían vendido 43 unidades, lo que suponía 18 unidades a más de las que la FIA exigía producir para homologar el modelo. Cuando la compañía de Stuttgart logró coronarse, en 1998 la empresa decidió lanzar una versión del GT2 llamada "EVO" con una nueva cubierta para el motor fabricada en fibra de carbono, de la que solamente se produjeron 11 unidades y que todavía hasta hoy resulta ser un desconocido. Después de esto, lanzaron el Porsche 911 GT1 y, posteriormente, presentaron el 996.

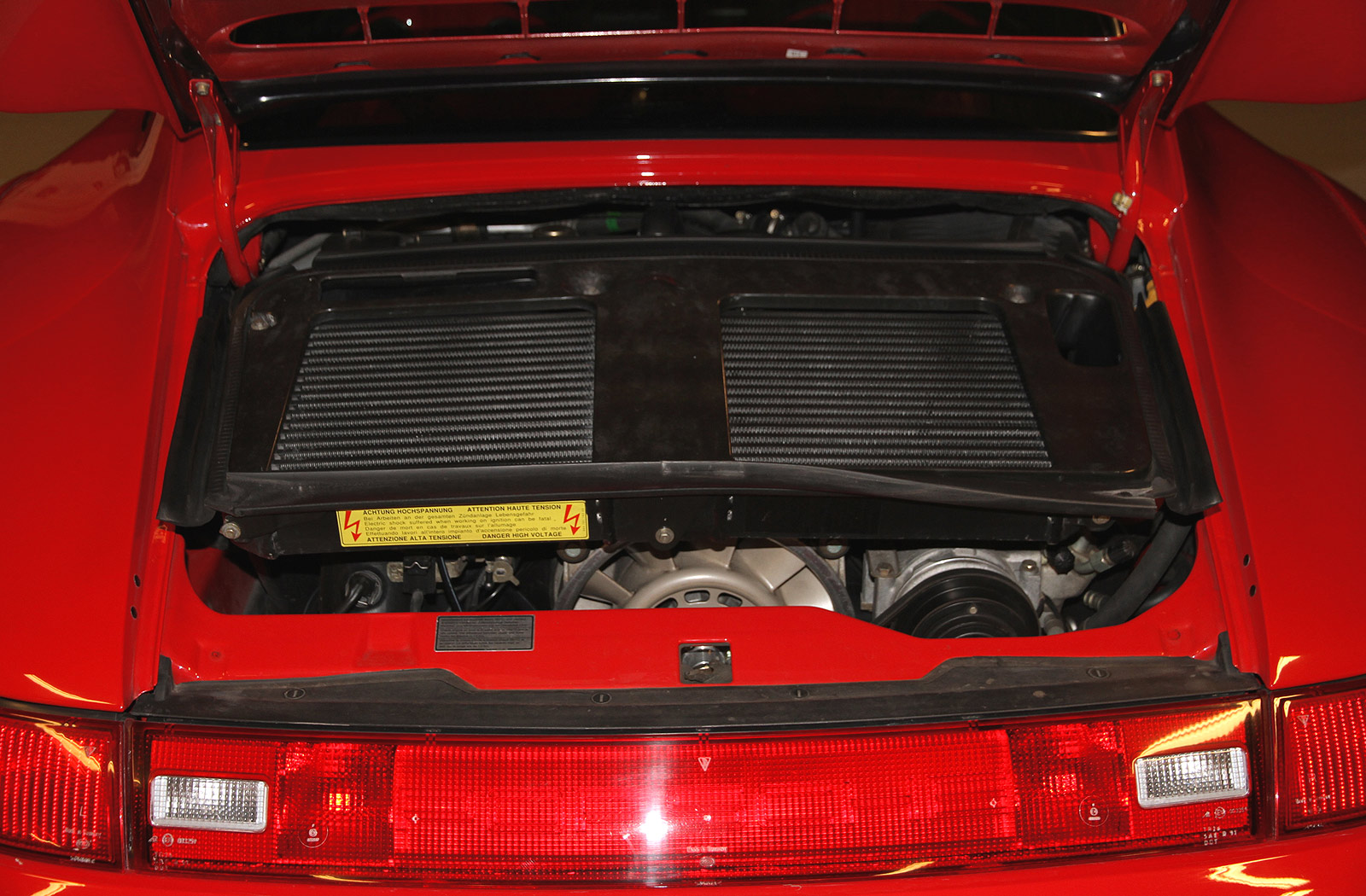
Vano trasero del motor.

| Materiales del motor                | Bloque y cabezas de aluminio |
| Distribución                        | Un (SOHC) solo árbol de levas a la cabeza y 2 válvulas por cilindro (12 en total)                                                                 |
| Alimentación                        | Inyección indirecta Bosch DME Motronic 5.2 |
| Sistema de lubricación              | Cárter seco |
| Diámetro x carrera                  | 100 x 76,4 mm (3,94 x 3,01 plg) |
| Relación de compresión              | 8.0:1 |
| Capacidad del tanque de combustible | 92 litros (24,3 galAm) |
| Consumo de combustible              | 23,3 L/100 km (4,3 km/L; 10,1 mpgAm) (urbano) 10,8 L/100 km (9,3 km/L; 21,8 mpgAm) (extraurbano) 15,4 L/100 km (6,5 km/L; 15,3 mpgAm) (combinado) |

## Generación 996

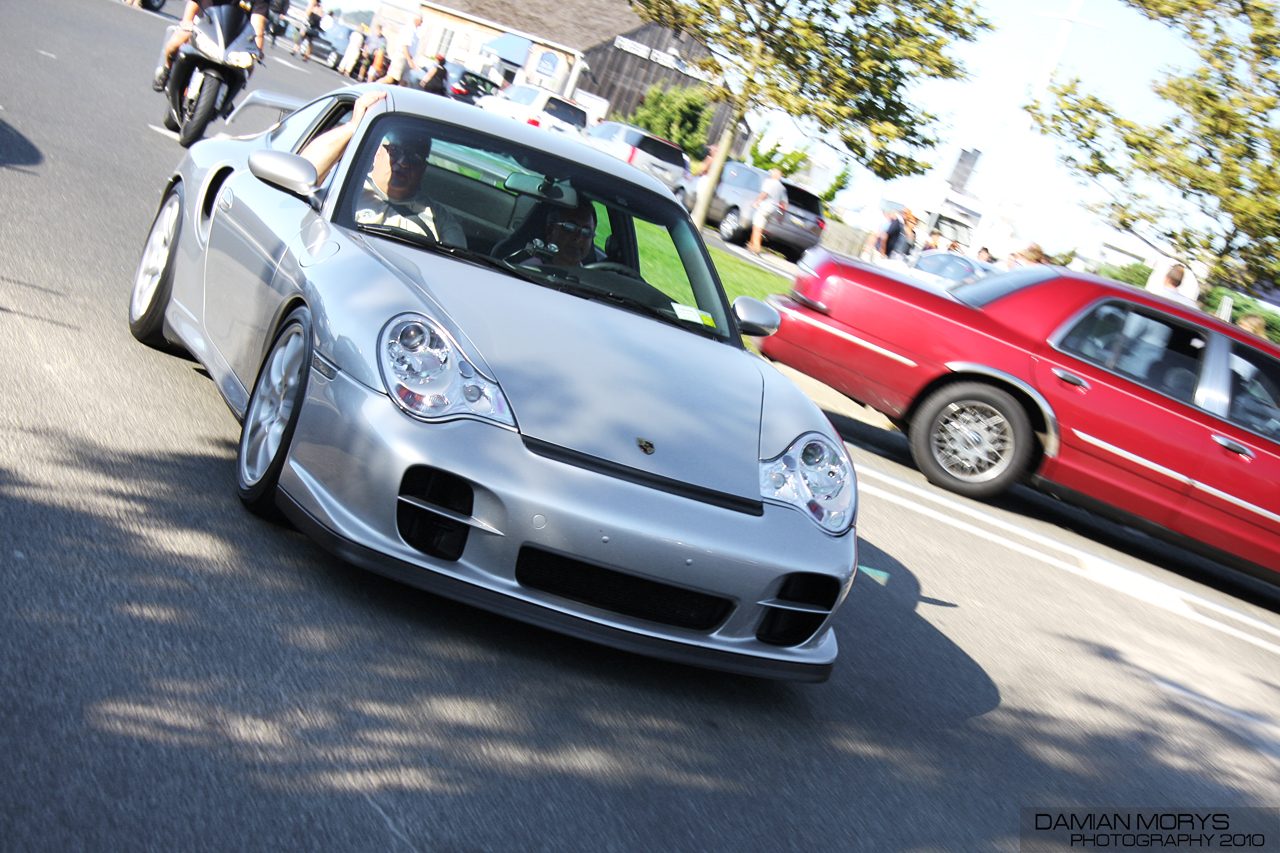
996 GT2.

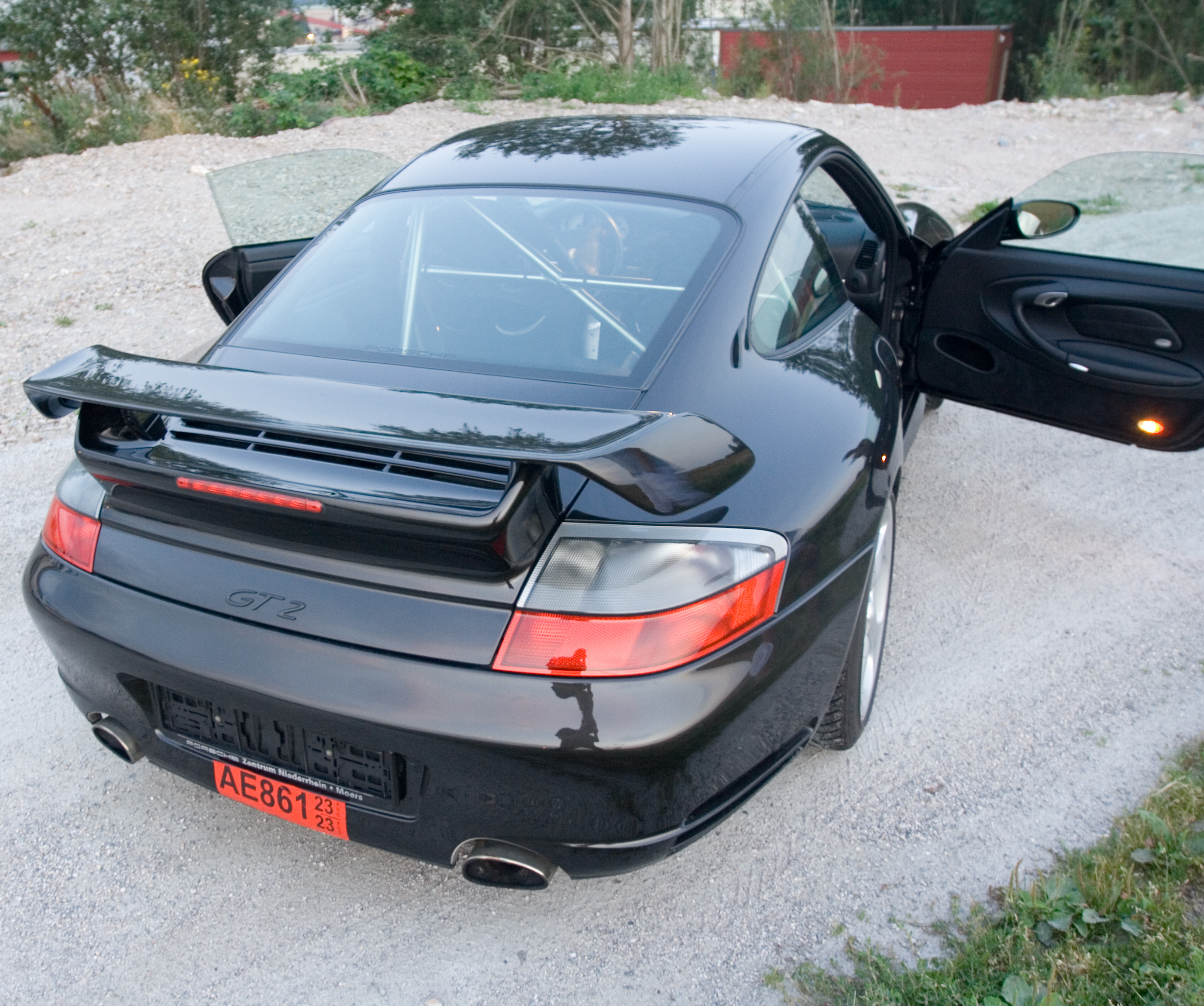
Vista trasera con jaula antivuelco integrada y ambas puertas abiertas.

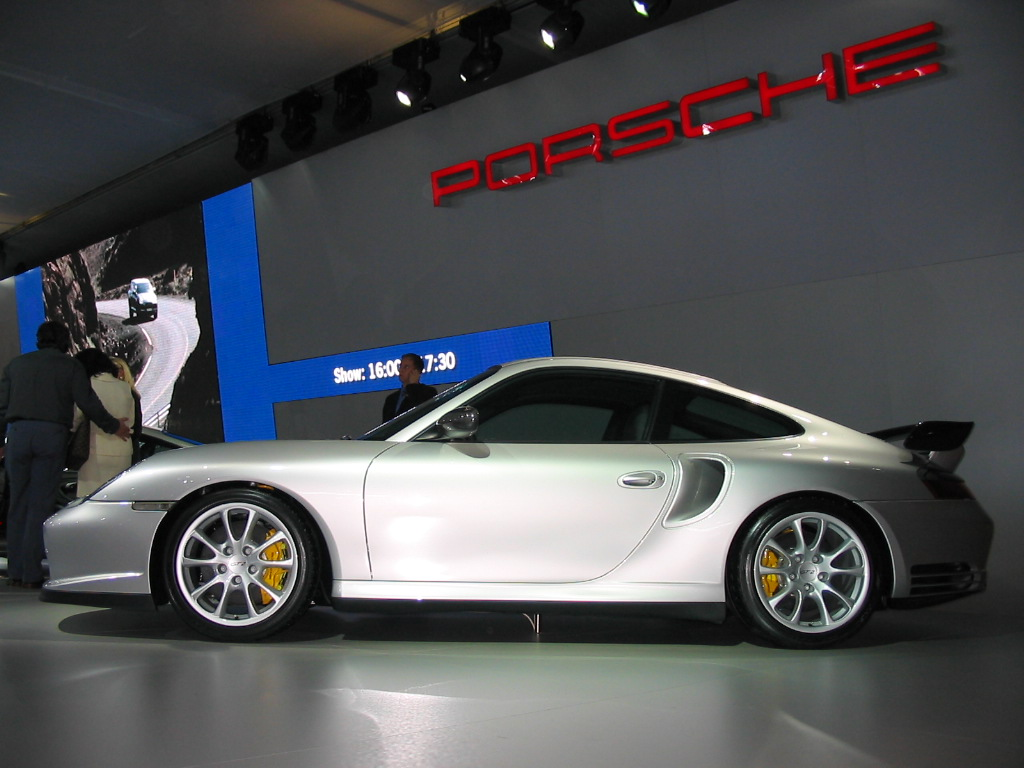
Vista lateral en el Salón del Automóvil de Fráncfort.

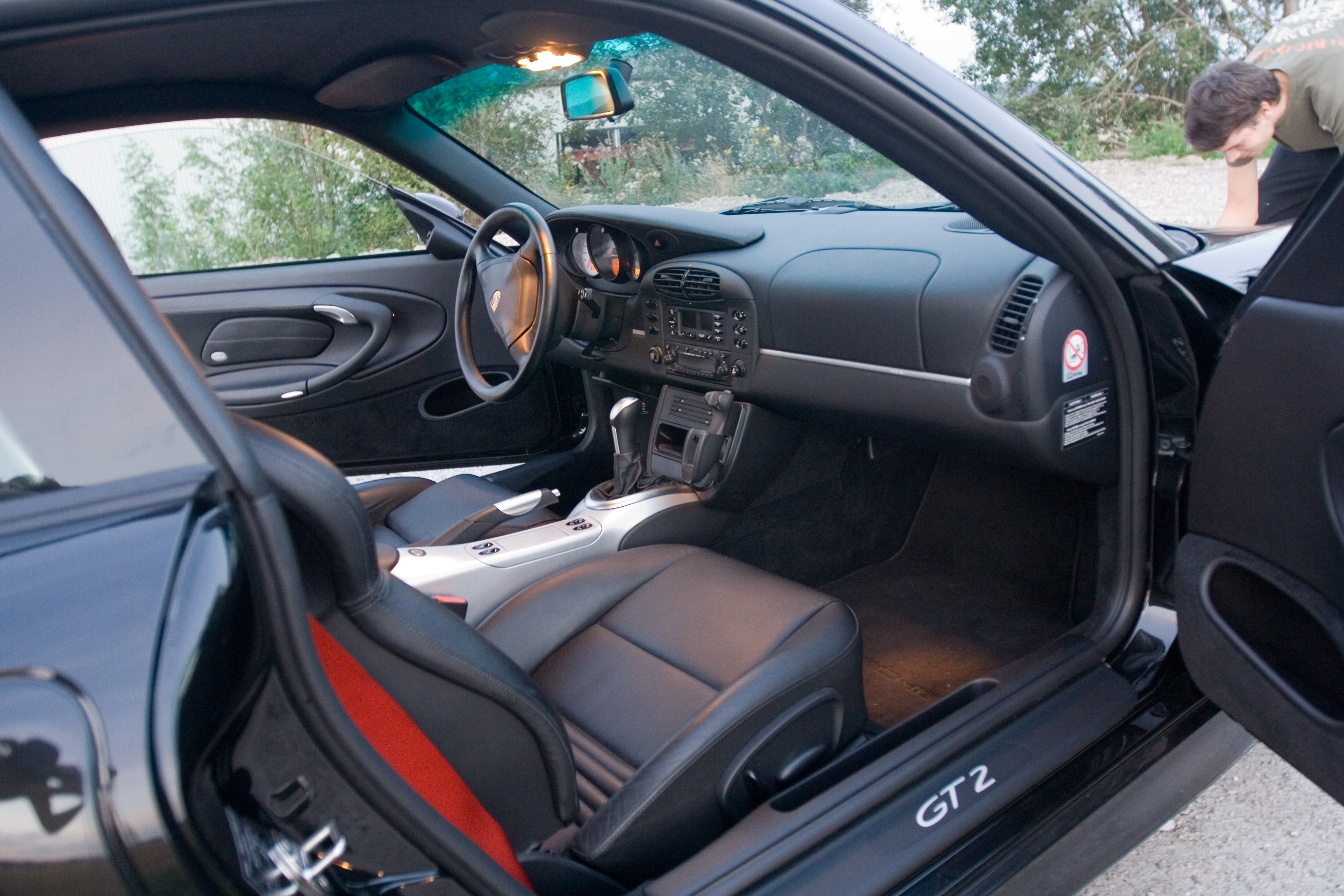
Habitáculo interior.

En 1999, la generación 993 fue sustituida por el nuevo modelo 996. Sería dos años antes de que un nuevo GT2 llegaría y durante ese tiempo, Porsche decidió abandonar el GT2 para los deportes de motor para concentrarse en el nuevo Porsche 911 GT3.
Desarrollado principalmente como un coche de calle en contraste con su predecesor, el nuevo GT2 ofreció una versión biturbo de 3,6 litros (220 plg³) del GT3. Contaba con una potencia de 462 CV (456 HP; 340 kW) a las 5700 rpm y un par máximo de 620 N·m (457 lb·pie) a las 3500 rpm, en comparación con el 911 Turbo de 415 CV (409 HP; 305 kW) y 415 N·m (306 lb·pie), respectivamente y que luego se incrementó hasta 483 CV (476 HP; 355 kW). Al igual que el GT2 993, su carrocería difiere significativamente de las de otras variantes 996, cuyas principales diferencias incluyen amplios parachoques, una nariz en forma más agresiva y un alerón trasero de gran tamaño.
De acuerdo con las pruebas en carretera realizadas por la revista Car and Driver, el GT2 no sufre casi ningún retraso del turbo (turbo-lag). A pesar de una reducción de 10 milímetros en altura con respecto del 911 Turbo, el coeficiente aerodinámico es ligeramente superior con 0.34 frente al de 0.33 del Turbo debido al alerón trasero fijo, pero también hay un mayor beneficio. Gracias a la revisión en el manejo del flujo de aire, es capaz de generar una carga aerodinámica a medida que incrementa la velocidad. En estas situaciones es muy útil a 196 mph (315 km/h), con lo que los ingenieros lo llamaban como el Porsche más potente jamás construido hasta antes de la llegada del Carrera GT.
Esta generación del 911 fue la encargada de introducir en la marca los frenos carbono-cerámicos de la mano del primer coche de producción en montarlos: el 911 GT2 996, que no solamente reducían el peso del conjunto en un 50% respecto a los frenos de hierro, sino que además contaban con una mejor refrigeración y un menor desgaste. Estos tenían como característica unas pinzas (cálipers) amarillas, un detalle que se conserva hasta hoy en día y como parte del equipamiento de serie. Un año después llegó el Ferrari Enzo, también con frenos carbono-cerámicos y, posteriormente, en el Carrera GT de 2003. En el caso del 996, el GT2 llegó no para dar apoyo a un coche de carreras para homologar las versiones GT2 de competición, como era el caso de la anterior generación 993, sino con un argumento comercial y para eso, Porsche lanzaba el 911 GT3.
Al prescindir de la tracción total para terminar ahorrándose más de 100 kg (220 libras), arrojó sobre la báscula un peso total de 1420 kg (3131 libras), estando solamente disponible con una transmisión manual.
En su interior contaba con la fórmula vista en el GT3 de la época, ya que se podía equipar con un paquete Clubsport con jaula antivuelco y baquets, además de su estética que estaba definida por sus nuevas defensas, por las branquias laterales encargadas de alimentar al motor biturbo, el generoso alerón posterior, que a diferencia del Turbo contaba con una regulación manual y una nueva salida de aire ubicada entre el cofre y la defensa delantera.
También era específica la suspensión que rebajaba la altura del conjunto en 20 mm (0,8 pulgadas) con respecto al Turbo, pero tal vez lo más importante es que era capaz de hacer un 0 a 100 km/h (0 a 62 mph) en 4.1 segundos, de 0 a 100 mph (0 a 161 km/h) en 8.5 segundos y de 0 a 200 km/h (0 a 124 mph) en 12.9 segundos, además de que también podía superar los 300 km/h (186 mph) de velocidad máxima, incluso hasta llegar a los 315 km/h (196 mph).
Estuvo a la venta entre 2002 y 2005 y fue el primer 911 GT2 con un motor refrigerado por agua, con lo que su eficiencia se incrementaba en un 20%.
Sus características básicas son las mismas que los del 911 Turbo: unidad de control de motor (ECU) Bosch Motronic ME7.8, encendido de bobina en bujía, inyección multipunto de combustible secuencial, un par de turbocompresores KKK con intercooler que alimentan al motor de aluminio, distribución de válvulas variable y sincronización de elevación de la admisión, Doble (DOHC) árbol de levas con 24 válvulas, pero un poco más de presión de impulso de 12,1 a 14,3 psi (0,9 a 1 bar) (83,4 a 98,6 kPa). La curva de par alcanza su punto óptimo un poco más alto en el rango de rpm, pero es abundante y hay tan poco retraso en la aceleración del turbo que el piloto debe tener cuidado con acelerador, particularmente en las marchas más bajas.
El sistema de frenado es proporcionado por uno similar al del 911 Turbo: rotores de 13 pulgadas (33,0 cm), ventilados y perforados en cruz, apretados por pinzas (cálipers) de seis pistones en la parte delantera y de cuatro pistones en la parte trasera, además de ABS de cuatro canales.
Tiene un paquete ligeramente más agresivo de rines y llantas, ya que el 911 Turbo usa 225/30 ZR 18 x 8 pulgadas (45,7 x 20,3 cm) en el eje delantero y 18 x 11 pulgadas (45,7 x 27,9 cm) en el trasero, mientras que el GT2 añade media pulgada de ancho en sus rines delanteros y una pulgada en los traseros, de medidas 235/30. El agarre es prodigioso, con un diferencial de deslizamiento limitado que ayuda a bajar la potencia al suelo, algo que no es tan fácil de lograr en el 911 Turbo.
| Relación de compresión              | 9.4:1                                      |
| Distribución                        | SOHC 2 válvulas por cilindro (12 en total) |
| Sistema de lubricación              | Cárter seco                                |
| Línea roja                          | 6750 rpm                                   |
| Capacidad del tanque de combustible | 89 litros (23,5 galAm)                     |
| Aceleración                         |                                            |
| 0 a 60 mph (0 a 97 km/h)            | 3.6 segundos                               |
| 0 a 100 mph (0 a 161 km/h)          | 4.1 segundos                               |
| 1/4 de milla (402 m)                | 11.9 segundos                              |

## Generación 997

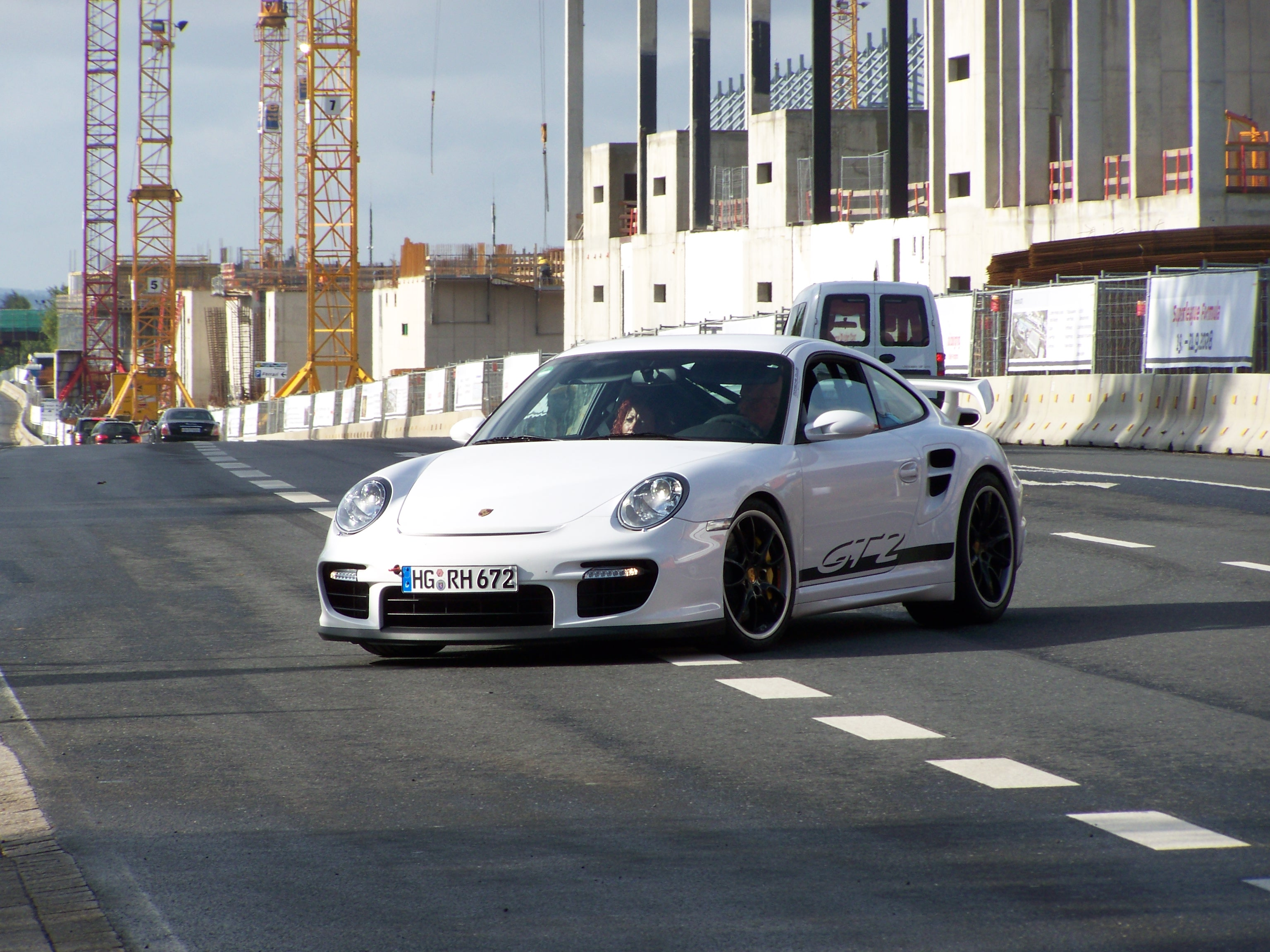
997 GT2 de 2009 blanco con rines negros.

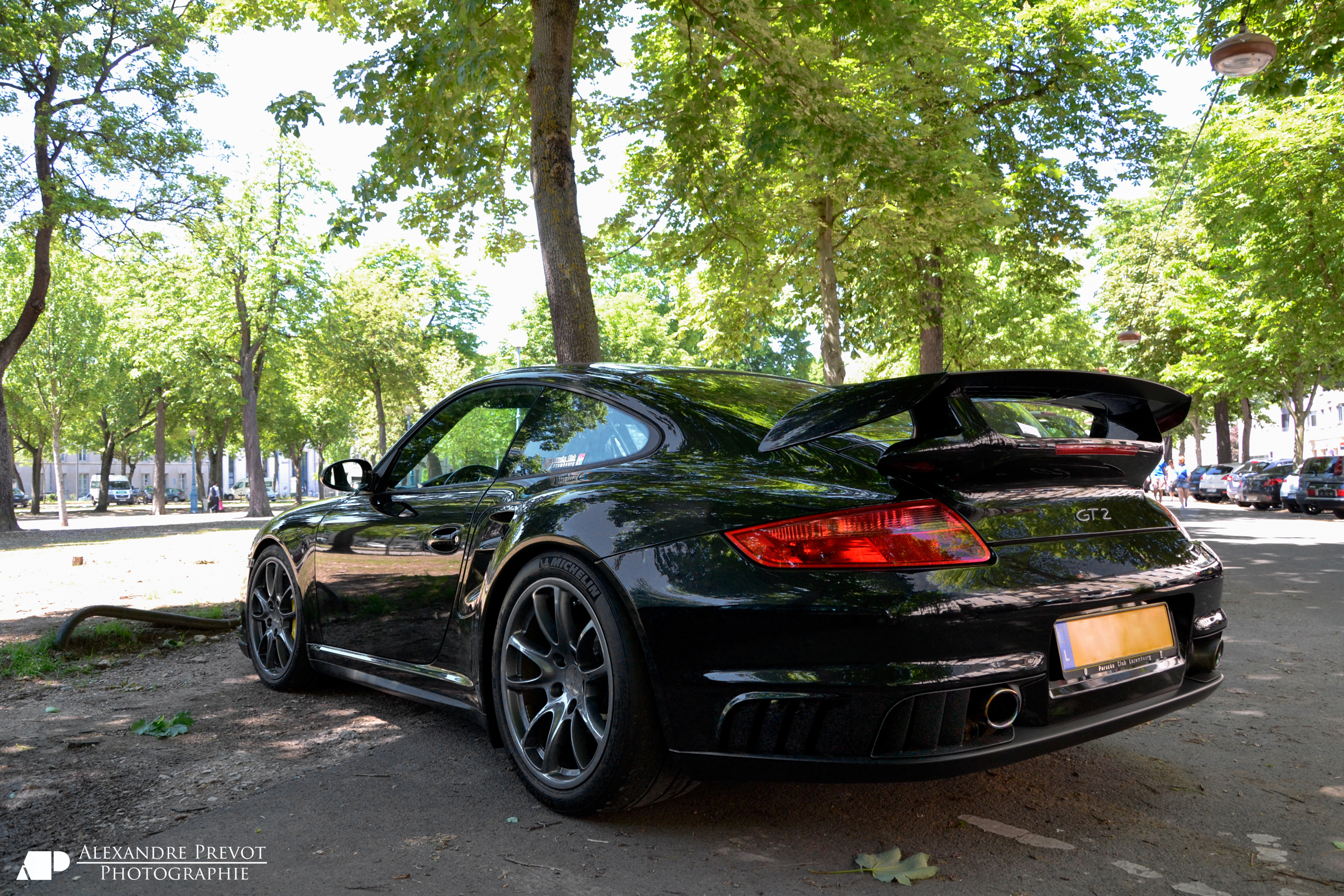
Vista trasera.

El 996 GT2 fue reemplazado por el 997 GT2 en 2007 después de una breve pausa, con los coches llegando a los concesionarios en noviembre del mismo año, después de su lanzamiento oficial en el Salón del Automóvil de Fráncfort.
Es capaz de acelerar de 0 a 100 km/h (0 a 62 mph) en 3.7 segundos, a 200 km/h (124 mph) en 10.6 segundos y el 1/4 de milla (402 m) en 11.4 segundos a 127,9 mph (205,8 km/h), siendo capaz de alcanzar una velocidad máxima superior a los 329 km/h (204 mph), con lo que lo convierte en el primer 911 en superar los 322 km/h (200 mph), con la excepción del Porsche 911 GT1 de 1998, un coche de carreras homologado basado principalmente en el 962 y compartiendo solamente componentes del chasis frontal y puertas con el 911 normal. Su consumo de combustible promedio es de 12,5 L/100 km (8 km/L; 18,8 mpgAm) en el ciclo NEDC, aunque esto era casi imposible en un coche con este alto rendimiento hace unos cuantos años.
El nuevo motor del 997 GT2 se basa en el mismo del 911 Turbo de 3,6 litros (220 plg³) con el suplemento de aire a través de dos escapes de gas, pero con dobles turbocompresores de geometría variable que generan 530 CV (523 HP; 390 kW) a las 6500 rpm y un par máximo de 680 N·m (502 lb·pie) que mantienen constantes entre las 2200 y 4500 rpm. Con un peso en vacío de 1440 kg (3175 libras), finalmente ofrece una relación peso a potencia de 2,72 kg/CV.
El incremento en la potencia de 50 CV (36,8 kW) sobre la unidad "regular", es gracias a una rueda del compresor más grande y a una turbina con flujo optimizado que incrementa la presión del turbo a un nivel todavía más alto y, por primera vez, los ingenieros han combinado el motor turbo con un colector de admisión tipo expansión, una genuina revolución, la cual usa el principio del aire oscilante en el colector de admisión durante la fase de más fría, guardando la temperatura de la mezcla combustible y aire más baja que en el 911 Turbo, lo que significa un incremento de eficiencia con un bajo consumo de combustible en un 15% con carga completa, sin importar el incremento en el rendimiento del motor.
La apariencia del GT2 997, una vez más se diferencia de su coche hermano, el Turbo 997 al contar con un labio delantero revisado, un alerón trasero de nuevo diseño con dos entradas de aire pequeñas a cada lado y un parachoques trasero, siendo el primer Porsche homologado para la carretera en presentar silenciador trasero y tubos de escape de titanio como equipamiento de serie. Este caro material reduce el peso en aproximadamente 50% en comparación con un componente hecho de acero inoxidable en solamente 9 kg (19,8 libras).
También está equipado de serie con frenos de disco PCCB hechos de compuesto de fibra de carbono y cerámica, asegurando una máxima potencia de frenado y manteniendo un extremo nivel alto de consistencia. Otra ventaja es que reducen el peso de las masas no suspendidas en comparación con discos de fundición  gris en aproximadamente 20 libras (9,1 kg) o 44 libras (20,0 kg). Además tiene instalados rines de aleación ligera con medidas 235/35 ZR 19 pulgadas (48,3 cm) en el eje delantero y 325/30 ZR 19 pulgadas (48,3 cm) en el trasero, con neumáticos deportivos.
La revista Motor Trend realizó una prueba a un 911 GT2 de 2008, logrando un tiempo de 0 a 60 mph (0 a 97 km/h) en 3.4 segundos, lo cual es más rápido que el Porsche Carrera GT con 3.6 segundos, mientras que el 1/4 de milla (402 m) en 11.4 segundos a 127,9 mph (205,8 km/h). Los enormes discos carbono-cerámicos de 15 pulgadas (38,1 cm) con calipers de seis pistones y neumáticos Michelin Pilot Sport Cup, le permitieron registrar una distancia de frenado 60 mph (97 km/h) a 0 en 98 pies (29,9 m) y un agarre de fuerza lateral de 1.1 g casi como en los coches de competición y cercano a los 0.99 g del Carrera GT con motor central. Al igual que en el 911 GT3, presenta control de suspensión activa (PASM), con selección de modo de conducción normal o Sport, además de sistema de control de estabilidad (PSM), con una distribución de peso de 62% balanceado sobre el eje trasero.
El piloto de pruebas alemán Walter Röhrl, recorrió el circuito de Nürburgring Nordschleife en un día público en "solamente" 7 minutos y 32 segundos, porque tuvo que adelantar a 11 coches, aunque en otra ocasión con un Porsche GT marcó un tiempo no oficial de 7 minutos y 25 segundos.

### GT2 RS

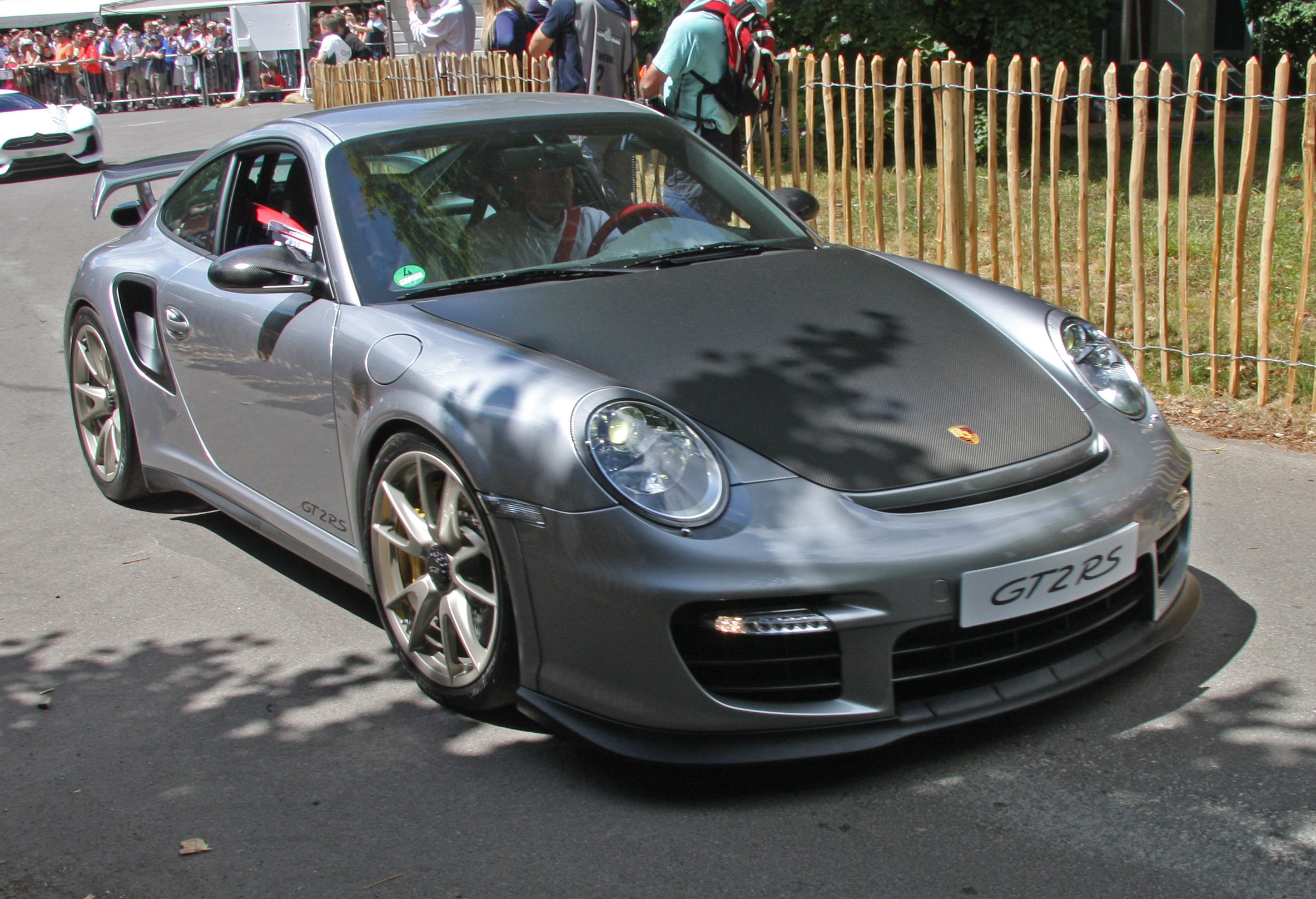
En el Festival de la Velocidad de Goodwood el 4 de julio de 2010.

El 4 de mayo de 2010, una variante RS se anunció a los concesionarios de Leipzig en Alemania. El llamado "Hacedor de viudas" (Widowmaker) por su alta velocidad y desempeño, desarrolla 620 CV (612 HP; 456 kW) y un par máximo de 700 N·m (516 lb·pie), con un peso de 70 kg (154 libras) menos que el GT2 estándar, para un total de 1370 kg (3020 libras), lo que permite alcanzar una velocidad máxima de 330 km/h (205 mph) y una aceleración de 0 a 100 km/h (0 a 62 mph) en 3.4 segundos y de 0 a 200 km/h (0 a 124 mph) en menos de 10 segundos. El GT2 RS registró un tiempo récord de 7 minutos y 18 segundos en el circuito de Nürburgring Nordschleife, verificado por Porsche, 19 segundos menos que el 911 Turbo S y uno de los mejores tiempos en la historia moderna de producción de automóviles. Sin embargo, esto se llevó a cabo en la zona más corta del circuito de Nürburgring, que es 232 m (761 pies) más corto. Teniendo en cuenta una velocidad media de 160 km/h (99 mph), esto produce una adición de 5.7 segundos, con una asignación más típica de 7 segundos. Esto daría lugar a una gama de 07:23-07:25, que es comparable a los 7:24 entregadas por Horst von Saurma.
De acuerdo con el gerente Preuninger Andreas de Porsche Motorsports, el RS fue concebido alrededor de 2007. El número de código 727 seleccionado para el proyecto, corresponde a uno de los tiempos de vuelta del Nissan GT-R en el circuito de Nürburgring Nordschleife. Cuando el polvo se asentó, el piloto de pruebas de Porsche Timo Kluck había eclipsado ese objetivo por unos impresionantes nueve segundos.
| Distribución                        | DOHC 4 válvulas por cilindro (24 en total) con VarioCam Plus                                                                                       |
| Relación de compresión              | 9.0:1 |
| Emisiones de CO2                    | 284 g (10,0 onzas)/km |
| Frenos                              | 380 mm (15,0 pulgadas) (del.) 350 mm (13,8 pulgadas) (tras.)                                                                                       |
| Ruedas                              | 245/35 ZR 19 pulgadas (48,3 cm) (del.) 325/30 ZR 19 pulgadas (48,3 cm) (tras.)                                                                     |
| Capacidad del tanque de combustible | 90\|l\|usgal} |
| Consumo de combustible              | 17,9 L/100 km (5,6 km/L; 13,1 mpgAm) (urbano) 8,7 L/100 km (11,5 km/L; 27,0 mpgAm) (extraurbano) 11,9 L/100 km (8,4 km/L; 19,8 mpgAm) (combinado). |

## Generación 991
La versión del 911 GT2 RS de la generación 991 fue inicialmente revelada en el E3 2017, acompañando el lanzamiento de Forza Motorsport 7, donde fue presentado como la carátula del videojuego, así como vehículo seleccionable para jugar. Posteriormente en el Festival de la velocidad de Goodwood de 2017, Porsche hizo la presentación oficial del GT2 RS acompañado del nuevo 911 Turbo S Exclusive Series.
Los pasos de rueda están pensados para optimizar el flujo aerodinámico; los bajos más de lo mismo. El spoiler delantero tiene hilos de acero para que los 200 kg (441 libras) de fuerza que puede llegar a recibir del aire no deformen esta pieza y cambie la aerodinámica. Es impulsado por un motor de 3,8 litros (232 plg³) biturbo, que produce una potencia máxima de 700 CV (690 HP; 515 kW) a las 7000 rpm y un par máximo de 750 N·m (553 lb·pie), lo cual supone 80 CV (59 kW) y 50 N·m (37 lb·pie) de par más que los que entregaba el anterior GT2 RS de 3,6 litros (220 plg³), convirtiéndolo así en el 911 más potente jamás fabricado. Para conseguirlo, han recurrido a soluciones como unos turbocompresores más grandes y al ya anunciado sistema que pulveriza el aire de admisión enfriado por agua. De esa forma, la temperatura del gas cae en las fases de sobrepresión y asegura el rendimiento necesario con constancia en toda la banda de revoluciones.
Porsche declara que logra una aceleración de 0 a 100 km/h (0 a 62 mph) en 2.8 segundos, de 0 a 200 km/h (0 a 124 mph) en 8.3 segundos y una velocidad máxima de 340 km/h (211 mph), pudiendo generar más de 400 kg (882 libras) de carga aerodinámica, con un peso total de 1470 kg (3241 libras). El motor está acoplado únicamente a una transmisión PDK de 7 velocidades con levas detrás del volante, por lo que no habrá una versión manual.
Exteriormente destaca por sus aletas ensanchadas, algo necesario para albergar los neumáticos de alto rendimiento en medidas 265/35 ZR 20 pulgadas (50,8 cm) en el eje delantero y 325/30 ZR 21 pulgadas (53,3 cm) en el trasero, en el caso de estos últimos encargados de hacer que se transmita al asfalto la potencia a través del eje trasero direccional que le proporciona agilidad a baja velocidad y estabilidad en alta. Las aletas delanteras cuentan con rejillas de ventilación, igual que en el 911 GT3 RS. Al ser turboalimentado cuenta con tomas de aire en los laterales traseros. El cofre delantero es de fibra de carbono y el techo está realizado de serie con magnesio con diseño abovedado en ambos casos. El alerón trasero de grandes dimensiones es necesario para mantener bien pegado el eje posterior al suelo. Los escapes están carenados y fabricados en titanio, pesando 7 kg (15 libras) menos que el de un 911 Turbo de serie.
En cuanto al interior, cuenta con alcantara rojo, cuero negro y mucho carbono de serie como los elementos predominantes en el habitáculo. Los asientos son tipo baquet con estructura en fibra de carbono, y justo detrás tiene las barras antivuelco que también son parte de la dotación de serie. Todo el techo va forrado en alcantara de color rojo, al igual que la parte central de los asientos. El aro del volante también va tapizado en color rojo y en las puertas cuenta con detalles en el mismo material.
Como ya ocurrió con el Porsche 918 Spyder, se ofrece un paquete de personalización opcional Weissach disponible para esta versión, compuesto por algunos elementos adicionales hechos de plásticos reforzados con fibras de carbono y titanio, el cual reduce el peso unos 30 kg (66 libras) con respecto al modelo convencional, gracias al uso adicional de piezas de fibra de carbono y titanio. Esto incluye el techo, barras estabilizadoras y varillas de acoplamiento en ambos ejes, así como un set de rines de magnesio. Tiene un precio de salida de 326 934 €.
El 27 de septiembre de 2017 en Zuffenhausen estaban de celebración, ya que hizo un tiempo de vuelta de 6 minutos y 47.3 segundos alrededor del "Infierno Verde" de Nürburgring, con un promedio de velocidad de 184,11 km/h (114,4 mph). Esto lo convirtió en el coche de producción más rápido en dar una vuelta hasta julio de 2018, cuando diez meses después el Lamborghini Aventador SVJ le arrebató el título con un tiempo de 6 minutos y 44.97 segundos. Más adelante en noviembre de 2018, el GT2 RS volvió a superar esta marca con un tiempo de 6 minutos y 40.33 segundos, gracias a la colaboración conjunta entre Porsche y Manthey Racing, que es un equipo de competición ligado estrechamente y entre ambos han ideado el Porsche 911 GT2 RS MR, cuyas mejoras se han hecho en un alerón de mayores dimensiones y en el chasis, inspiradas en los Porsche 911 RSR y Porsche 911 GT3 R. También se contó con la participación de la compañía Esso para alimentar su motor.
| Distribución                        | DOHC 4 válvulas por cilindro (24 en total), con VarioCam Plus                                                                                     |
| Alimentación                        | Inyección directa biturbo de geometría variable con intercooler                                                                                   |
| Relación de compresión              | 9.0:1 |
| Diámetro x carrera                  | 102 x 77,5 mm (4,02 x 3,05 pulgadas) |
| Línea roja                          | 7200 rpm |
| Capacidad del tanque de combustible | 68 litros (18,0 galAm) |
| Frenos                              | 410 mm (16,1 pulgadas) (del.) 390 mm (15,4 pulgadas) (tras.)                                                                                      |
| Consumo de combustible              | 18,1 L/100 km (5,5 km/L; 13,0 mpgAm) (urbano) 8,2 L/100 km (12,2 km/L; 28,7 mpgAm) (extraurbano) 11,8 L/100 km (8,5 km/L; 19,9 mpgAm) (combinado) |
| Emisiones de CO2                    | 269 g (9,5 onzas)/km (Norma Euro 6) |

### Fin de la producción
La producción del GT2 RS cesó en el mes de febrero de 2019. Sin embargo, de manera excepcional se reanudaría la producción en abril de ese mismo año, a fin de poder cumplir con los pedidos de clientes brasileños, debido a que por lo menos cuatro unidades terminaron en el fondo del Océano Atlántico a unos 333 km (180 millas náuticas) del puerto francés de La Rochelle, tras el hundimiento del buque de carga italiano "Grande America" de la empresa naviera Grimaldi Lines el martes 19 de marzo de ese año, después de no poder superar un incendio originado desde el domingo 17 de marzo. Afortunadamente, los 26 miembros de equipaje y un pasajero quienes viajaban a bordo, lograron ser evacuados sanos y salvos.

## En competición
El potencial puro e inagotable del concepto 911 demuestra ser, en las versiones GT2 y GT2 Evo inscritos por los equipos de clientes, un ganador constante en las competiciones de larga distancia. El GT2 rueda hasta el comienzo luciendo una carrocería 911 Turbo modificada. El deportivo de carreras está preparado por Porsche siguiendo las regulaciones de Le Mans GT2 para la clasificación de peso de más de 1150 kg (2535 libras). Incluso este vehículo de carreras, con su suspensión McPherson en el eje delantero y una multibrazo Porsche con sistema LSA para el eje trasero, se parece mucho a la versión de producción.
En 1995 se crea la versión especial de carreras llamada Porsche 911 GT2 Evo, destinada a la competición en la categoría GT1 de Le Mans, con un peso mínimo de 1100 kg (2425 libras). Su motor entrega alrededor de 600 CV (592 HP; 441 kW) a las 7000 rpm con una velocidad máxima de 310 km/h (193 mph), gracias a un turbo más grande KKK 27 con limitadores de 40,4 mm (1,59 pulgadas). Además, recibe modificaciones en la carrocería y según las regulaciones, se permiten neumáticos más anchos.
En el Salón del Automóvil de Los Ángeles de 2018, fue develado el Porsche 911 GT2 RS Clubsport, la variante más poderosa que es exclusivamente para competición por lo que no podrá circular en las calles, sino solamente en los circuitos y eventos privados. Presenta una carrocería modificada en la parte frontal, el capó y con la incorporación de faldones, labio frontal, un enorme difusor trasero como el gigantesco alerón, acompañado de bandas de competición. Emplea el mismo motor que la versión de calle con un diferencial autoblocante, además de que se le ha desinstalado todo el equipamiento de serie para reducir al mínimo su peso, que ha quedado en 1390 kg (3064 libras), por lo que solamente se encuentra lo básico para operarlo y proteger al piloto, cumpliendo así con la seguridad necesaria para la homologación de competición, incluyendo asiento de carreras, jaula antivuelco, sistema de extinción de incendios y volante con display integrado.